# Kočín
Kočín är en ort i Tjeckien.   Den ligger i regionen Plzeň, i den västra delen av landet, 70 km väster om huvudstaden Prag. Kočín ligger 398 meter över havet och antalet invånare är 124.
Terrängen runt Kočín är lite kuperad. Runt Kočín är det ganska tätbefolkat, med 70 invånare per kvadratkilometer. Närmaste större samhälle är Třemošná, 14,0 km söder om Kočín. I omgivningarna runt Kočín växer i huvudsak blandskog.